# Église des Saints-Apôtres-Pierre-et-Paul de Luxembourg
L'église des Saints-Apôtres-Pierre-et-Paul est la première église orthodoxe russe au Luxembourg. Elle est sous la juridiction du diocèse d'Europe occidentale de l'Église orthodoxe russe hors frontières et est située rue Jean-Pierre Probst, à Luxembourg. 

## Histoire
Les premiers colons russes, selon diverses estimations entre 120 et 300 personnes, arrivent au Luxembourg en provenance de Bulgarie, d'Italie et de Turquie en 1927. Il s'agissait pour la plupart de troupes du général Lavr Kornilov. Ces militaires professionnels sont forcés de devenir civils et de travailler dans les carrières ou dans les usines. Les nouveaux venus dans les villes de Mertert et Wiltz fondent en 1928 une paroisse orthodoxe russe pour pouvoir prier.  
En 1975, avec l'autorisation des autorités locales, une parcelle de terrain est obtenue. En 1979, l'archevêque Anthony (Bartoshevich) (ru) pose la première pierre de l'église. Le bâtiment a été construit principalement par les paroissiens locaux.  